# Filip Ude
Filip Ude (ur. 3 czerwca 1986 w Čakovcu) – chorwacki gimnastyk, zdobywca srebrnego medalu Letnich Igrzysk Olimpijskich 2008 w Pekinie.